# Strophe
En poésie, la strophe est un ensemble de vers pouvant comporter une disposition particulière de rimes, formant avec d'autres un poème, des lignes blanches les individualisant. Dans des éditions anciennes, les strophes pouvaient n'être repérables que par leur cohérence interne (par exemple par la ponctuation ou la disposition rimique).
Une strophe peut être assimilée au paragraphe d'un poème isolé typographiquement.

## Terminologie
En fonction du nombre de vers, on peut nommer les strophes : 
- monostique ou monostiche pour un vers ;
- distique pour deux vers ;
- tercet pour trois vers ;
- quatrain pour quatre vers ;
- quintil pour cinq vers ;
- sizain pour six vers ;
- septain pour sept vers ;
- huitain pour huit vers ;
- neuvain pour neuf vers ;
- dizain pour dix vers ;
- onzain pour onze vers ;
- douzain pour douze vers ;
- treizain pour treize vers ;
- quatorzain pour quatorze vers ;
- quinzain pour quinze vers ;
- seizain pour seize vers ;

Au-delà de seize vers, les strophes n'ont pas de noms particuliers.

## Variétés
- la strophe carrée (autant de vers que de syllabes dans chaque vers, par exemple un quatrain de vers de 4 syllabes) ;
- la strophe horizontale (un nombre de vers inférieur au nombre de syllabes de chaque vers) ou verticale (l'inverse) ;
- la strophe isométrique (le même nombre de syllabes pour tous les vers) ou hétérométrique (l'inverse) ;
- la strophe royale ;
- la strophe sapphique (saphique) est une sorte de vers composé de trois trochées et de deux ïambes suivis d'une syllabe finale.

D'autres jeux formels sont possibles. Par exemple, le poète s'impose l'ajout d'une syllabe supplémentaire à chaque nouveau vers ou nouvelle strophe, formant un poème en expansion pyramidale, comme le Poème élastique de Carl Norac ou Les Djinns de Victor Hugo.

## Terme apparenté
La laisse est une unité sémantique et musicale surtout employée dans la littérature médiévale, notamment dans les chansons de geste dont elle constitue une subdivision,. Il s'agit d'une suite de vers qui, à la différence de la strophe :
- comporte un nombre de vers variable ;
- ne fait pas appel à une disposition de rimes élaborée, se caractérisant seulement par l'assonance de tous les vers qui la composent[3].

La Chanson de Roland, par exemple, est constituée de 291 laisses dont les plus courtes comptent cinq vers et les plus longues une trentaine. Maurice Grammont, dans son Petit Traité de versification, cite le début de l'une d'entre elles, « composée de dix-huit vers qui assonent en i » :
Roland ferit en une piedre bise :

Plus en abat que jo ne vo sai dire ;

L’espede croist, ne froisset ne ne briset,

Contre le ciel a mont est ressortide.

[…]